# Faculté des sciences juridiques, politiques et sociales de Lille
Pour les articles homonymes, voir Faculté de droit.
Vous pouvez aider à l'améliorer ou bien discuter des problèmes sur sa page de discussion.
- Il ne s’appuie pas, ou pas assez, sur des sources secondaires ou tertiaires. (Marqué depuis novembre 2020)
- Son ton est trop promotionnel ou publicitaire, voire hagiographique. Le texte doit adopter un ton neutre et encyclopédique. (Marqué depuis novembre 2020)

- Archive Wikiwix
- Bing
- Cairn
- DuckDuckGo
- E. Universalis
- Gallica
- Google
- G. Books
- G. News
- G. Scholar
- Persée
- Qwant
- (zh) Baidu
- (ru) Yandex
- (wd) trouver des œuvres sur Wikidata

La faculté des sciences juridiques, politiques et sociales de Lille est l'une des unités de formation et de recherche composantes de l'université de Lille. On y enseigne le droit, la science politique et l'administration économique et sociale.
Elle est située dans les locaux de l’ancienne filature Leblan dans le quartier Moulins à Lille. Elle dispose aussi d’une antenne dans le centre universitaire de Cambrai.

## Historique de la faculté des sciences juridiques, politiques et sociales

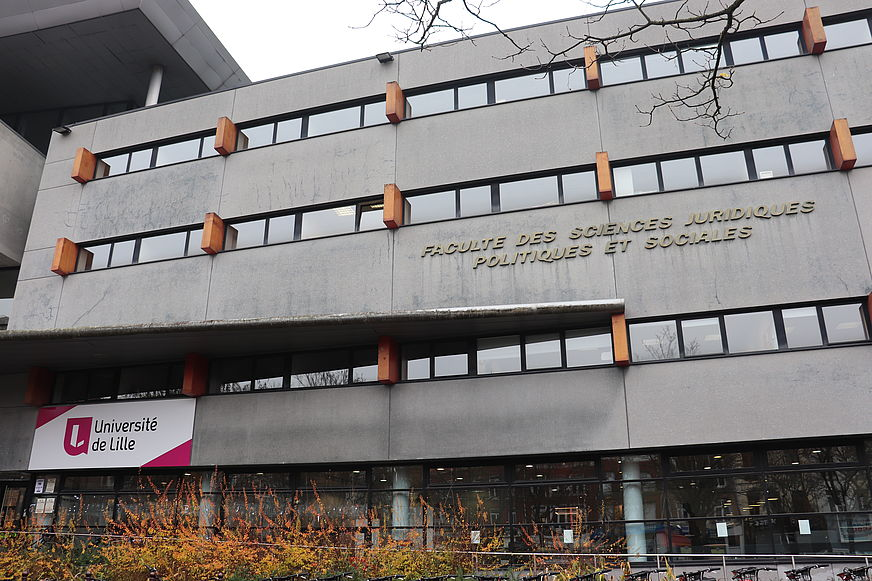
Entrée principale de la faculté. Place Déliot à Lille.

Dans les Hauts de France, la tradition universitaire remonte au XVIe siècle et au règne de Philippe II, Roi d'Espagne, alors que les Flandres sont sous domination espagnole. En 1559, le roi autorise la création de cinq facultés à Douai, dont deux Facultés de Droit canon et de Droit civil.
Par décret du 22 octobre 1887, la Faculté de Droit est transférée de Douai à Lille. Deux mentions ou sections sont créées : les sciences juridiques et sciences politiques et économiques. Les Facultés nouvellement installées forment finalement l'Université de Lille.
La Faculté des sciences juridiques, politiques et sociales de l'Université de Lille est une composante de l'Université de Lille (issue de la fusion des trois universités lilloises en 2018) qui  accueille plus de 8 500 étudiants dans les locaux du quartier Moulins à Lille, mais aussi au Centre Universitaire de Cambrai. Ils étudient le droit, la science politique et l'administration économique et sociale,.
Elle délivre 5 licences générales, 4 licences professionnelles, 17 diplômes universitaires et 41 parcours au sein de 15 mentions de Master.
Les enseignements sont assurés par environ 170 enseignants ou enseignants-chercheurs, 600 intervenants professionnels (avocats, notaires...) qui s'appuient sur environ 80 personnels administratifs et techniques.

## Le campus Moulins
En 1895 la faculté de droit est transférée de Douai à Lille dans des locaux spécialement conçus, situés rue Angelier, à proximité des rues Jean-Bart et Gauthier-de-Châtillon.
En 1970, l'Université éclate en trois Universités distinctes : Lille I, Lille II et Lille III. La faculté de droit est une composante de l'Université Lille II avec la médecine, la pharmacie, l'odontologie, le sport et la finance, banque, comptabilité. Située dans un premier temps, rue Paul Duez, dans le siège actuel de l'Université de Lille, puis sur le campus Pont-de-Bois à Villeneuve d'Ascq, la faculté des sciences juridiques, politiques et sociales accueille, depuis 1995, ses étudiants sur le site réhabilité de l'ancienne filature Leblan, au cœur du quartier Lille Moulins,.

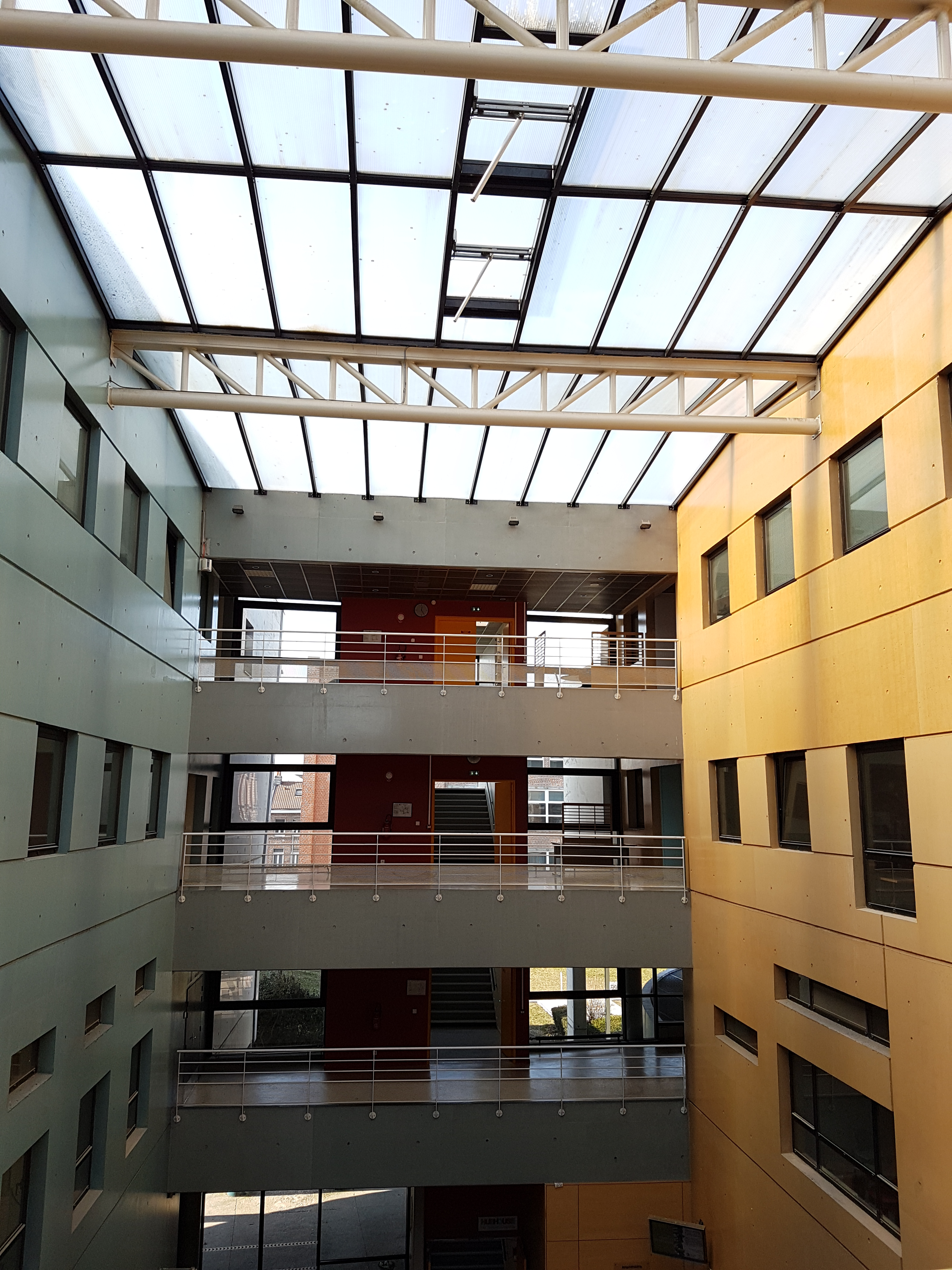
Le Bâtiment T et ses coursives.

Cette réhabilitation est l'œuvre de l’architecte Luc Delemazure, créateur de l’Hôtel de Région. Il conserve l'héritage des manufactures textiles du Nord de la France, en gardant les bâtiments en brique rouge du Nord, auxquels ont été ajoutés des bâtiments vitrés.

Fresque murale Duek et Cix, rue Fénélon à Lille.

Un ensemble de passerelles vitrées relient les différents bâtiments entre eux : bâtiment A (Administration) et Bâtiment R (Recherche) vers les bâtiments E (Enseignements) et C (Cours) dans lequel se trouvent les amphis.
Sur le campus, est implanté un chêne, sous lequel, selon la légende, le roi Louis IX (dit Saint-Louis) rendait la justice sous un chêne,.
La faculté dispose également d'un patrimoine artistique,notamment, un tableau de Kriss et une tapisserie de Jean Lurçat, «L'Homme fait son nid et tourne ses regards vers l'horizon terrestre», acquise en 1953 et rénovée en 2020.
En 2019, dans le cadre de la dernière édition de Lille 3000, Duek et Cix, deux artistes mexicains du street art, ont réalisé des fresques sur les murs extérieurs de la Faculté. En 2020, deux artistes du street art parisien, Vinie Graffiti et Akhine ont réalisé deux fresques supplémentaires,.
Sur le campus Moulins, on trouve également la Faculté de finance, banque et comptabilité (FFBC-IMD), une bibliothèque universitaire, le CRFPA-IXAD (École des avocats et formation professionnelle des avocats) et l' IREO (Institut Régional d’Éducation Ouvrière).

## Offre de formation
La faculté des sciences juridiques, politiques et sociales de Lille propose des formations en Licence, Master et Doctorat dans les domaines du droit, de la science politique et de l’administration économique et sociale. En plus du parcours LMD, la faculté dispense des formations dans le cadre des diplômes universitaires (DU) et des préparations à des concours.

## Instituts et laboratoires de recherche

### Instituts
La faculté des sciences juridiques, politiques et sociales de Lille héberge plusieurs instituts spécialisés, qui ont, selon les cas, des responsabilités en matière d’enseignement ou de recherche.
L'Institut de la Construction et de l'Urbanisme (ICH-ICEU, associé au CNAM Lille - Conservatoire National des Arts et Métiers) : c'est l'institut de droit et d'économie appliqués à l'immobilier. Il propose 3 parcours professionnels : gestionnaire immobilier, évaluateur immobilier et responsable de programme immobilier. Ce sont des diplômes de niveau bac +3.
L'Institut de Criminologie est porteur de 2 formations :
1. une formation diplômante : le diplôme universitaire (DU) de pratique pénale et criminologique, formation transdisciplinaire en formation initiale et continue ;
2. des formations de préparation aux concours d'officier et commissaire de police et officier de gendarmerie.

L'Institut d’Études Judiciaires (IEJ), qui prépare à l'examen d'entrée à l'école d'avocat et aux concours de la magistrature.
L'Institut de Préparation à l'Administration Générale (IPAG) : il prépare aux concours de la fonction publique française : fonction publique d'état, fonction publique territoriale et fonction publique hospitalière. Il est en convention avec l'Institut Régional d’Administration de Lille.
L'Institut des Sciences du Travail (IST) forme des juristes spécialisés en droit social. Il collabore avec l'équipe de recherche en droit social pour organiser des manifestations scientifiques.

### Laboratoires de recherche
La Faculté accueille aussi en son sein plusieurs laboratoires de recherche :
- Le Centre de Recherche Droit et Perspectives du Droit (CRDP) : il aborde plusieurs thématiques de recherche : santé, finances, droit de l'Union Européenne, discriminations dans les relations de travail, théorie du droit, droit de la personne.
- Le Centre d'études et de recherches administratives, politiques et sociales (CERAPS) qui regroupe à la fois des juristes, des politistes et des sociologues. Il aborde 3 axes de recherche : questions environnementales, représentation politique et mobilisations sociales/mouvements sociaux, les inégalités et conflictualités territoriales (politiques de lutte contre les inégalités territoriales).
- Le Centre d'Histoire Judiciaire (CHJ) qui aborde l'histoire du droit et de la justice à travers 4 axes principaux : histoire des institutions judiciaires et du personnel judiciaire, droit pénal et droit pénitencier, histoire du droit commercial, histoire du droit social, droit du travail.
- Le Lille Économie Management (LEM) qui regroupe plusieurs axes de recherche : actifs clientèle, communauté, réseaux ; analyse de la décision publique ; mesures de la performance des entreprises et organisations ; sciences sociales et humaines.

## Échanges internationaux
La faculté des sciences juridiques, politiques et sociales dispose de 130 conventions avec des universités étrangères.
260 étudiants de la faculté partent en mobilité chaque année.
L'obtention d'un double diplôme de la faculté des sciences juridiques, politiques et sociales est possible, via deux programmes : le double diplôme Licence/Master 1 franco-espagnol en droit avec l'Université de Grenade et le double Master 2 franco-espagnol en droit des nouvelles technologies et biodroit avec l'Université de Murcie.
La faculté dispose aussi d’un accord spécifique avec l’Université de Montréal pour la mobilité d’étudiants de science politique en 4e année.

## Personnalités liées à la faculté

### Doyens
- François Blondel (1865-1879) : professeur de droit civil
- Daniel de Folleville (1879-1887) : juriste et homme politique français
- Ernest Drumel (1887-1893) : juriste et homme politique français
- Léon Feder (1893-1896) : professeur de droit civil
- Louis Vallas (1896-1902) : professeur de droit et poète
- Paul-Albert Wahl (1902-1907) : chargé de cours de procédure civile et législation financière
- Eustache Pilon (1907-1919) : professeur de droit, conseiller à la Cour de cassation
- Charles Mouchet (1920-1926) : professeur de droit romain
- Paul Duez (1926-1946) : juriste, spécialiste de droit public
- Henri Batiffol (1947-1950) : juriste et universitaire français
- Guy Debeyre (1950-1955) :  universitaire, professeur de droit privé
- Jean Hemard (1955-1957) : professeur agrégé de droit
- Gérard Dehove (1957-1970) : professeur d'économie politique
- Marc Azoulai (1970-1973) : professeur agrégé de droit privé
- André Legrand (1973-1976) : juriste et universitaire français, spécialiste de droit public
- Jean-Pierre Royer (1976-1983) : historien de la justice
- José Savoye (1983-1989) : professeur de droit, président de l'université Lille II de 1989 à 1994
- Yves Luchaire (1989-1992) : professeur de droit public
- Vincent Coussirat-Coustère (1992-1993) : professeur de droit public
- Marie-Christine Rouault (1994-1998) : professeure de droit public
- Christian-Marie Wallon Leducq (1998-2002) : professeur de science politique
- Françoise Dekeuwer Défossez (2002-2007) : professeure de droit privé
- Bernard Bossu (2007-2017) : professeur de droit privé et sciences criminelles, directeur de l'IST
- Jean-Gabriel Contamin (2017-2024 ) : professeur de science politique, ancien directeur du Ceraps (2010-2017)
- Aymeric Potteau (2024-): professeur de droit public

### Enseignants
- Gaston Jèze (1869-1953) : professeur de droit public
- Charles Guernier (1870-1943) : homme politique français
- Adéodat Boissard (1870-1938) : juriste et homme politique français
- René Demogue (1872-1938) : professeur de droit privé
- Henri Lévy-Bruhl (1884-1964) : juriste et sociologue français
- Roger Picard (1884-1950) : universitaire, professeur de Droit
- René Cassin (1887-1976) : juriste, diplomate et homme politique français, prix Nobel de la paix en 1968
- Paul Duez (1888-1947) : juriste, spécialiste de droit public
- Guy Debeyre (1911-1998) : universitaire, professeur de droit privé. Recteur de l'Académie de Lille de 1955 à 1972, puis adjoint au maire de Lille
- Pierre Legendre (1930-2023) : professeur d'histoire du droit et psychanalyste
- Mireille Delmas-Marty (1941-2022) : professeure de droit privé et sciences criminelles et professeure émérite au Collège de France
- Hervé Cassan (1947-2021) : professeur de droit international, diplomate et avocat
- Alex Türk (1950-) : homme politique français, ancien président de la CNIL (2004-2011)
- Jean-René Lecerf (1951- ) : juriste et homme politique français,
- Jean-Michel Blanquer (1964- ) : homme politique et juriste français, ancien ministre de l'Éducation nationale, de la Jeunesse et des Sports
- Pierre Mathiot (1966- ) : professeur de Science politique, directeur de Sciences Po Lille
- Olivier Nay (1968- ) : professeur de Science politique, ancien président du CNU section 04
- Sandrine Rousseau (1972- ) : universitaire, femme politique française, députée Europe Ecologie les Verts depuis 2022.

### Étudiants
- Patrick Kanner (1957- ) : homme politique français, il est sénateur du Nord depuis 2017 et président du groupe socialiste au Sénat depuis 2018
- Éric Dupond-Moretti (1961- ) : actuel ministre de la Justice - avocat
- Frédéric Nihous (1967- ) : homme politique français, président du Mouvement de la Ruralité (Chasse, Pêche, Nature et Tradition jusqu'en 2019) de 2008 à 2016
- Sébastien Huyghe (1969 - ) : homme politique français, député Les Républicains du Nord depuis 2002
- Angela Behelle (1971- ) : romancière française
- Sandrine Rousseau (1972- ) : universitaire, femme politique française, députée Europe Ecologie les Verts depuis 2022
- Ugo Bernalicis (1989 - ) : homme politique français, Député France Insoumise du Nord depuis 2017